# Champcella
Champcella település Franciaországban, Hautes-Alpes megyében. Lakosainak száma 179 fő (2022. január 1.). Champcella Châteauroux-les-Alpes, Freissinières, Réotier, La Roche-de-Rame és Saint-Crépin községekkel határos.

## Népesség
A település népességének változása:
| Lakosok száma | 197  | 147  | 156  | 166  | 177  | 182  | 188  | 188  | 185  | 179  |
|               | 1968 | 1982 | 1990 | 2006 | 2013 | 2015 | 2017 | 2019 | 2020 | 2022 |